# رافائو مور
رافائو مور (لهستانی: Rafał Mohr؛ زادهٔ ۳ مه ۱۹۷۵) بازیگر اهل لهستان است.
از فیلم‌ها یا مجموعه‌های تلویزیونی که وی در آن‌ها نقش داشته‌است، می‌توان به عزم راسخ ایرنا، بایگان، پیت‌بول، دوران پیمان‌شکنی، عروس جنگ، جهان به روایت خانواده کیپسکی، حوزه استحفاظی ۱۳، قسمت دوم، در خوشی و سختی، پدر متیو، اولا بی‌ریخته، قانون حقیقی، دوران افتخار، هتل ۵۲، عشق اول، ماگدا ام.، جادوگر (فیلم)، جادوگر (مجموعه تلویزیونی)، یولیا به خانه برمی‌گردد، پیانیست، عشق تابستانی، گشت شبانه، عنکبوت سرخ، کشیشان و تلخ و شیرین اشاره نمود.